# Guthriea capensis
Guthriea es un género monotípico de plantas de plantas fanerógamas con una especie de arbustos perteneciente a la familia de las achariáceas. Su única especie: Guthriea capensis, es originaria de Sudáfrica.

## Descripción
Es una planta herbácea perennifolia que alcanza un tamaño de 0.13 m de altura. Se encuentra a una altitud de 3050 metros en Sudáfrica.

## Taxonomía
Guthriea capensis fue descrito por Harry Bolus y publicado en Hooker's Icones Plantarum , t. 1161. 1876.